# Теодор Нордманн
Теодор Нордманн (нім. Theodor Nordmann; нар. 18 грудня 1918, Дорстен, Вестфалія — пом. 19 січня 1945, поблизу Інстербурга) — німецький військовий льотчик-ас за часів Третього Рейху. Один з найуспішніших бойових пілотів пікіруючого бомбардувальника Ju 87 «Штука». Здійснив майже 1 300 бойових вильотів, у яких знищив близько 80 танків та потопив транспортних суден загальною водотоннажністю 43 000 тонн. Майор (1944) Люфтваффе. Кавалер Лицарського хреста Залізного хреста з дубовим листям та мечами (1944).

## Біографія
Теодор Нордманн народився 18 грудня 1918 у невеликому містечку Дорстен у Вестфалії в сім'ї адвоката.
Військова кар'єра
- 1 листопада 1937 — солдат
- 28 серпня 1939 — лейтенант
- жовтень 1941 — оберлейтенант
- 1 квітня 1943 — гауптман
- 1 квітня 1944 — майор

1 листопада 1937 року 19-річний Нордманн вступив у Люфтваффе. 1 грудня 1938 року, після проходження курсу початкової льотної підготовки, він був відряджений у знов сформовану Aufkl.Gr. (H) 11, яка базувалася на аеродромі Гроссенгайн північніше Дрездена.
З 1 лютого 1939 Теодор продовжив навчання у військовій авіашколі в берлінському передмісті Гатов (нім. uftkriegschule Berlin-Gatow). 28 серпня 1939 молодому пілоту присвоєне перше офіцерське звання лейтенант, а наступного дня він отримав призначення до школи штурмової авіації. 31 березня 1940 він закінчив курс підготовки пілотів штурмової авіації безпосередньої підтримки сухопутних військ й прибув для проходження служби до I.(St)/Tr.Gr.186.
Перший бойовий досвід лейтенант Нордманн здобув під час боїв у Франції, де він здійснив 60 бойових вильотів і 24 травня 1940 був нагороджений Залізним Хрестом 2-го класу.
9 липня на базі I.(St)/Tr.Gr.186 була сформована група III./StG1 під командуванням гауптмана Гельмута Махлке, і лейтенант Нордманн літав тепер у складі 7./StG1. Ця група формувалася, як перший авіаційний підрозділ на авіаносець «Граф Цеппелін», що перебував у стадії будівництва. Але в липні 1940 року група врешті була включена до складу ескадри StG 1 й взяла участь у битві за Британію.
У ході битви за Британію Нордманн виконав 66 бойових вильотів і 29 серпня 1940 був нагороджений Залізним Хрестом 1-го класу.
22 лютого 1941 III./StG1 прибула на італійський острів Сицилію на аеродром Трапані, як посилення авіаційного угруповання країн Осі в битві за Мальту.
26 лютого під час бомбардування Мальти, Ju-87R Нордманна потрапив під жорсткий вогонь засобів ППО британців. Уламок зенітного снаряду влучив точно в кисневий балон у фюзеляжі його пікіруючого бомбардувальника. В результаті вибуху у фюзеляжі утворилася величезна пробоїна, і лише ціною неймовірних зусиль пілоту вдалося «дотягнути» до Сицилії. Незабаром під час іншого вильоту у його «Штуки» несподівано заклинило двигун й літак впав у море. Лейтенант Нордманн і його бортрадист-стрілець Герхард Роті провели у відкритому морі в надувному гумовому човні 28 годин, перш ніж їх виявив і підібрав італійський гідролітак.
У травні Нордманн у складі III./StG1 брав участь у боях за Крит і відзначився при атаках англійських кораблів. На його рахунку було кілька потоплених кораблів загальною водотоннажністю 5 тис. т і пошкоджені кораблі загальною водотоннажністю 32 тис. т.
У червні 1941 року підрозділ лейтенанта Нордманна перекинутий на центральний сектор Східного фронту до складу групи армій «Центр». З перших днів бойових дій на німецько-радянському фронті він був у числі найуспішніших пілотів групи. Бився в Білорусі під Білостоком, Мінськом, Барановичами, далі під Москвою.
17 вересня 1941 за успішне виконання 200 бойових вильотів лейтенант Нордманн був нагороджений Лицарським Хрестом. До цього часу на його рахунку, крім кораблів, що він уразив у Середземномор'ї, лічилося 14 знищених зенітних батарей і 21 танк, 19 з яких він знищив вже на Східному фронті.
У жовтні 1941 оберлейтенант Нордманн був призначений командиром ескадрильї 8./StG1.
20 серпня 1942 він здійснив уже свій 600-й бойовий виліт. Він став першим пілотом військово-повітряних сил Третього Рейху, хто досяг такого результату. Через два дні Нордманн у ході свого четвертого за день вильоту знищив свій 50-й танк.
Незабаром командування, бажаючи краще використовувати великий бойовий досвід Нордманна, перевело його до випробувального центру Люфтваффе в Рехліні. Однак він «рвався» назад на фронт і вже у грудні 1942 повернувся в StG1.
1 лютого 1943 Нордманн виконав 700-й бойовий виліт. 16 березня він був нагороджений дубовим листям до Лицарського Хреста (Nr.214), а через кілька днів він здійснив уже свій 900-й виліт.
1 квітня Нордманну було присвоєно звання гауптмана. 14 серпня 1943 він був призначений командиром II./StG3 замість гауптмана Ганса Неумана.
1 квітня 1944 майор Нордманн здійснив свій 1000-й бойовий виліт, а кількість знищених їм танків перевищила 60.
У травні II./SG3 була оснащена одномісними FW-190, і Нордманн був змушений розлучитися зі своїм бортрадистом-стрільцем Герхардом Роте, разом з яким він скоїв понад 900 бойових вильотів.
У серпні майор Нордманн виконав 1111-й бойовий виліт, а 17 вересня 1944 після 1140 вильотів він був нагороджений мечами до Лицарського Хреста (№.98).
Отримавши короткочасну відпустку, Нордманн 23 жовтня одружився, але його сімейне щастя було недовгим.
19 січня 1945 майор Нордманн на чолі своєї групи вилетів, щоб атакувати радянські війська в районі північніше Інстербурга. Погодні умови були дуже поганими, «Фокке-Вульфи» йшли в щільному строю на висоті близько 300 м. Незадовго до цілі літак Нордманна несподівано «звалився» вліво і зіткнувся з літаком свого відомого обер-фельдфебеля Шрока. Обидва «Фокке-Вульфа» впали на землю, пілоти загинули на місці.